# Hymenophyllum eboracense
Hymenophyllum eboracense är en hinnbräkenväxtart som beskrevs av Croxall. Hymenophyllum eboracense ingår i släktet Hymenophyllum och familjen Hymenophyllaceae. Inga underarter finns listade.